# Jasmijn van Uden
Jasmijn van Uden (Zaandam, 22 januari 2006) is een voetbalspeelster uit Nederland. Ze speelt als middenvelder voor AZ in de Vrouwen Eredivisie. Daarnaast is Van Uden jeugdinternational van Nederland -19.

## Clubcarrière
Van Uden begon met voetballen bij de lokale amateurclub KFC uit Koog aan de Zaan. Daarnaast deed ze aan zaalvoetbal bij VV Reiger Boys en later FC Marlène uit Heerhugowaard. Bij deze laatste zaalvoetbalvereniging was ze het eerste meisje ooit die uitkwam in een jongensteam. In 2021 werd Van Uden uitgenodigd om mee te trainen bij de jeugdopleiding van Ajax. Ze verkoos een langer verblijf bij KFC boven een plek in de jeugdopleiding van de Amsterdammers. In 2022 voegde Van Uden zich bij de jeugopleiding van PSV, waarvoor ze uitkwam voor Jong PSV in de Vrouwen Eerste divisie. Nadat Jong PSV in het seizoen 2021/22 kampioen was geworden van de Eerste Divisie mocht het in het seizoen 2022/23 meedoen aan de KNVB Beker. Hierin wist Van Uden met haar team de halve finales te behalen. Dit was nog niet eerder door een jeugdteam behaald. In het seizoen 2023/24 wist Van Uden opnieuw landskampioen van de Eerste divisie te worden.
In de zomer van 2024 tekende Van Uden haar eerste profcontract dat haar tot de zomer van 2026 bindt aan competitiegenoot AZ. Op 29 september 2024 maakte Van Uden haar debuut voor AZ in de Vrouwen Eredivisie in een uitwedstrijd tegen Feyenoord. In december 2024 werd Van Uden opgenomen in de door kenners en trainers opgestelde en door NOS gepubliceerde lijst “De toekomst van Oranje” van 20 grote talenten in het Nederlandse voetbal die na 1 januari 2005 zijn geboren.

## Statistieken
| Seizoen | Club   | Competitie | Competitie | Competitie | Beker | Beker | Overig | Overig | Totaal | Totaal |
| Seizoen | Club   | Competitie | Wed.       | Dlp.       | Wed.  | Dlp.  | Wed.   | Dlp.   | Wed.   | Dlp.   |
| ------- | ------ | ---------- | ---------- | ---------- | ----- | ----- | ------ | ------ | ------ | ------ |
| 2024/25 | AZ     | Eredivisie | 11         | 0          | 0     | 0     | 0      | 0      | 11     | 0      |
| Totaal  | Totaal | Totaal     | 11         | 0          | 0     | 0     | 0      | 0      | 11     | 0      |

Bijgewerkt t/m 3 oktober 2024.

## Interlandcarrière
Jasmijn van Uden is als jeugdinternational voor Nederland -16 en Nederland -19 uitgekomen. Daarvoor doorliep Van Uden vrijwel alle lichtingen van de KNVB. Ze werd geselecteerd voor Nederland -14  en Nederland -15 maar door Corona werden door die selecties geen wedstrijden gespeeld. Voor Nederland -16 maakte Van Uden haar debuut op 17 november 2021 in een vriendschappelijke wedstrijd tegen de leeftijdsgenoten van België. Met Nederland -16 nam ze deel aan het Nordic Tournament.
Op 20 september 2023 maakte Van Uden haar debuut voor Nederland -19 in een wedstrijd tegen de leeftijdsgenoten van Frankrijk door in te vallen voor Ilse Kemper. In 2024 kwam ze met Nederland -19 uit op het EK 2024 in Litouwen. Van Uden reikte met haar team tot de finale, waarin Spanje na een verlenging te sterk was. 
Na twee succesvol verlopen kwalificatierondes in 2024 en 2025 nam Oranje O19 deel aan het EK 2025 in Polen. Oranje zat in een zware poule met Spanje, Engeland en Portugal. Oranje overleefde de groepsfase niet en liep daardoor ook het ticket voor het WK O20 in 2026 in Polen mis. 
In Oranje O19 speelde Van Uden 21 interlands waarvan ze 18 keer in de basis startte. .